# Cui Tu
Pour les articles homonymes, voir Cui Tu.
Cui Tu (chinois : 崔涂 ; chinois traditionnel : 崔塗 ; pinyin : Cuī Tú ; Wade : Ts'ui T’u) né en 854, prénom de courtoisie : 禮山 (Lishan), est un poète de la fin de la dynastie Tang. Il maîtrise bien la musique, particulièrement la flûte longue.

## Biographie
Peu de choses sont connues sur Cui Tu. Il naît en 854 p. 513. Selon le recueil Poésie complète des Tang, il est originaire du Jiangnan.
En la quatrième année de Guangqi (885-888) sous l’empereur Tang Xizong (r. 873-888), il réussit le concours impérial, le jinshi (進士) (doctorat d’État),.
Il vit un certain temps au Sichuan, mais toute sa vie, il mène une existence errante sans grande réussite p.1327. Il voyage dans sa vieillesse entre le Sichuan, le Guizhou, le Jiangsu, le Zhejiang, le Henan et le Gansu ce qui explique qu’il écrit beaucoup de poèmes sur la tristesse du voyage.

## Poésie
Cui Hu est connu, entre autres, pour deux de ses poèmes Soir de printemps et Oie sauvage solitaire (voir plus bas). La plupart des poèmes de Cui Tu décrivent l’errance, l’exil et la nostalgie du pays natal. Le ton est mélancolique, sombre et déprimé.
Le recueil Poésie complète des Tang (全唐詩) (Quan Tang Shi) conserve une centaine de poèmes de Cui Tu en un volume complet.
Aujourd’hui, il existe encore un recueil intitulé Recueil des poèmes de Cui Tu (崔涂诗集) en un volume,.

### Poèmes

#### Soir de printemps(春夕)
Dans ce poème, Cui Tu « évoque son désir de se retirer dans la région des Cinq Lacs (Zhjiang) ».
| Chinois 水流花谢两无情， 送尽东风过楚城。 胡蝶梦中家万里， 子规枝上月三更。 | Traduction libre L’eau coule, les fleurs se fanent, toutes deux sont indifférentes ; Le vent d’est s’épuise s’en allant va vers la ville de Chu. Un papillon dans mes rêves, mais ma maison est à dix mille lis; Le coucou de la troisième veille chante sur la branche. |
| 故园书动经年绝， 华发春唯满镜生。 自是不归归便得， 五湖烟景有谁争.          | Plus aucune lettre de mon pays natal depuis longtemps ; Au printemps, seuls les cheveux blancs emplissent le miroir. Je ne retourne pas au pays, je ne l’ai pas voulu ; La beauté de la brume sur les Cinq lacs, personne ne peut m’en priver.                           |

#### Oie sauvage solitaire(孤雁)
| Chinois 湘浦離應晩， 邊城去巳孤。 如何萬里計， 只在一枝蘆。 | Traduction libre À la tombée du soir, elle quitte les rives du Xiang, Seule, elle s’éloigne vers la ville frontière. Comment calculer un voyage de dix mille lis, Quand tout repose sur un seul roseau ?       |
| 迥起波揺楚， 寒棲月映蒲。 不知天畔侶， 何處下平蕪。         | Au loin, elle s’élève, les vagues agitent Chu ; Dans le froid elle se pose, la lune éclaire les joncs. Elle ne sait pas où sont ses compagnes du ciel, Sur la plaine en friche, elles se posent.               |
| 幾行歸去盡， 片影獨何之。 暮雨相呼失， 寒塘獨下遲。         | Quelques compagnes sont parties, disparues, Ombre solitaire, où va-t-elle ? Dans la pluie du soir, elles s’appellent et se perdent ; Sur l’étang froid, elle descend seule.                                    |
| 渚雲低暗度， 關月冷遙隨。 未必逄繒繳， 孤飛自可疑。         | Sur l’îlot, des nuages bas et sombres passent, La lune des frontières l’accompagne, froide et lointaine. Peut-être ne rencontrera-t-elle pas de filet de soie ; Mais ce vol solitaire est déjà sujet au doute. |